# .22 Winchester Automatic
.22 Winchester Automatic (також відомий як .22 Winchester Auto та зрідка .22 Win Auto) це американський гвинтівковий набій кільцевого запалення ,22 дюйм (5,6 мм).
Набій було представлено для самозарядної гвинтівки Winchester Model 1903, набій .22 Win Auto ніколи не використовували в будь-якій іншій зброї. Його не можна зарядити в іншу зброю під набій кільцевого запалення калібру .22, навіть ту, яка використовує дуже схожий набій .22 Remington Automatic, вони не є взаємозамінними. Це було зроблено для того, щоб унеможливити використання набоїв з димним порохом, які залишалися все ще популярними, в гвинтівці M1903, оскільки залишки пороху забруднювали затвор через, що зброя швидко виходила з ладу.
За потужністю набій .22 Win Auto можна порівняти з набоєм кільцевого запалення .22 Long і, хоча, набій стріляє важчою кулею , набій не має переваг над набоєм .22 Long або схожим набоєм .22 Long Rifle.